# Сой Ковбой
Сой Ковбой — короткая 150-метровая улица в Бангкоке, Таиланд, где расположено около 40, в основном, гоу-гоу-баров. Они обслуживают главным образом туристов и тайцев, работающих за рубежом. На Сой Ковбой расположена одна из трёх крупнейших в Бангкоке групп баров, ориентированных на иностранцев, две другие находятся в Патпонге и «Нана Плазе».

## Описание
Сой Ковбой находится рядом с Сукхумвит-роуд, между Сукхумвит-сой 21 (также называемой Сой Асок) и Сой 23, в нескольких минутах ходьбы от станции Skytrain Асок и станции метро Сукхумвит в Бангкоке. Рядом находится отель The Grand Millennium.
Бары гоу-гоу следуют общей схеме в Таиланде: подаются алкогольные напитки, на сцене танцуют женщины в бикини. Есть танцы топлесс и стриптиз.

## История
Первый бар открылся в Сой Ковбой в начале 1970-х годов, но второй бар на улице открылся только в 1977 году. Его основал Т. Г. «Ковбой» Эдвардс, отставной американский лётчик. Эдвардс получил свой прозвище, потому что он часто носил ковбойскую шляпу, а улица получила от его фамилии своё название благодаря обозревателю ночной жизни Бернарду Тринку. К концу века количество баров выросло до 31, все расположены на первых этажах.
После избрания в 2001 году премьер-министром Таксина Чиннавата его правительство начало кампанию «общественного порядка». В рамках этого все бары, ночные клубы и рестораны должны были закрываться к двум часам ночи, затем время урезали до часу ночи для всех районов, официально не обозначенных как «развлекательные зоны» (в отличие от Патпонга, Сой Ковбой и «Нана Плаза» не были так обозначены). Обсуждалось даже снижение обязательного время закрытия до полночи.
На протяжении многих лет выполнение этой нормы стали контролировать слабее, и некоторые бары Сой Ковбой остаются открытыми до 2:00.
При входе во все бары висят обязательные знаки на тайском и английском языках. Надпись гласит: «Никого внутри младше 20 лет. Без наркотиков».

## В популярной культуре
В 2000 году норвежская группа The Getaway People выпустила песню под названием Soi Cowboy об этом районе. Американская рок-группа Sun City Girls включила песню Soi Cowboy в свой альбом 330,003 Crossdressers From Beyond The Rig Veda (1996 год). В буклете альбома заявлено, что он основан на традиционной мелодии.
Актёр Хью Грант посетил Сой Ковбой в декабре 2003 года, снимая фильм «Бриджит Джонс: Грани разумного». В фильме виден бар Tilac и несколько девушек Сой Ковбой. 23 декабря 2003 года The Sun написала, что Гранта преследовали девушки из бара, и ему пришлось бежать, правдивость этого факта под большим сомнением.
Летом 2004 года в Бангкоке и частично на Сой Ковбой были сняты два одночасовых эпизода британской комедии-драмы Auf Wiedersehen, Pet.
В августе 2006 года на Сой Ковбой было снято несколько сцен для фильма «Опасный Бангкок».
В декабре 2010 года здесь также снимались сцены для фильма «Мальчишник 2: Из Вегаса в Бангкок», причём один из баров был временно переименован для фильма.
|                       |          |           |                                    |                     |
| Вывеска на Сой Ковбой | Вид днём | Вид ночью | Предупреждающая табличка при входе | «Красная зона» бара |